# Sebastiano Fusconi
Sebastiano Fusconi (Ravenna, 27 agosto 1800 – Ravenna, 18 settembre 1886) è stato un politico italiano.

## Biografia
Medico chirurgo, fu eletto deputato nel Collegio elettorale di Ravenna II per la VII legislatura del Regno di Sardegna. A lui è dedicata una via della città di Ravenna.